# 주간고속도로 제73호선
주간고속도로 제73호선(영어: Interstate 73, I-73)은 미국 남동부 노스캐롤라이나주 엘러비(Ellerbe)와 노스캐롤라이나주 그린즈버러(Greensboro)를 잇는 총 연장 53.9km의 고속도로이다. 73호선은 후에 남쪽으로 사우스캐롤라이나주와 북서쪽으로 미시간주까지 연장하자는 제안이 나왔으나 웨스트버지니아주 남부에서만 현재 조사에 들어갔다.